# Tomás Meabe
Tomás Meabe Bilbao (Durango, 15 de octubre de 1879-Madrid, 4 de noviembre de 1915) fue un escritor y político español, fundador de las Juventudes Socialistas de España, organización juvenil del PSOE.

## Biografía
De familia nacionalista vasca de la alta burguesía vasca bilbaína, fue condiscípulo de Luis Araquistáin. Estudió peritaje mercantil y trabajó en la banca. Ante la oposición de su padre a vivir en un caserío y dedicarse a la bucólica vida del campo que tanto le atraía, comenzó estudios de náutica y durante un año recorrió en barco América y Europa. La vida del mar no estaba hecha para él y decidió abandonar.
De regreso a su tierra, contactó con el nacionalismo vasco, en concreto con Sabino Arana. De alguna forma, las raíces carlistas de su padre parecen afincarse en su visión política. Durante algún tiempo se interesó por el movimiento obrero de Vizcaya y el movimiento socialista vasco. No tardó en abandonar la militancia nacionalista para incorporarse al Partido Socialista Obrero Español (PSOE).
Sus primeros escritos aparecieron en el órgano socialista vizcaíno, La Lucha de Clases. Había sido un hombre profundamente religioso, y en estos momentos, a su cambio político se añadió una crisis de fe que le llevará a ser profundamente anticlerical y antinacionalista.
Los enfrentamientos con su viejo mentor, Sabino Arana, se hicieron patentes en los cruces de escritos que ambos mantuvieron a través de los distintos órganos de expresión del PNV y el PSOE. Esos cambios políticos y de fe le enfrentaron a su familia, nacionalista y católica, y hasta a su propio hermano Santiago, director de un periódico nacionalista.
En 1904 fue nombrado director de La Lucha. Su ardiente defensa de los principios socialistas, le costaron ser procesado por sus artículos en quince ocasiones, con tres procesos militares. La cárcel de Larrínaga le vio entrar y salir en multitud de ocasiones. En diciembre de 1903 fundó las Juventudes Socialistas en Bilbao, extendiéndose las agrupaciones en poco tiempo a toda Vizcaya primero, y a toda España después. Coincidió en la dirección socialista con Indalecio Prieto, Luis Araquistáin y Julián Zugazagoitia. En el verano de 1904 debió cumplir una pena de destierro y marchó a Francia para regresar a Bilbao a principios de 1905 gracias a un indulto. En 1906 fue desterrado de nuevo y fijó su residencia en París, donde tradujo a Platón para una editorial francesa. En la primavera de 1908 falleció su padre y regresó a España a pesar de la condena, desafiando al ministro del Interior con una carta en la que le instó a detenerle. Volvió a Francia y viajó también a Gran Bretaña donde trabajó como traductor.
En 1912 permaneció ocasionalmente en España, llegándose a casar en Éibar con Julia Iruretagoiena, con quien tuvo un hijo. Un tiempo antes había contraído la tuberculosis. Falleció el 4 de noviembre de 1915 en un barrio obrero de Madrid y a su entierro asistió Pablo Iglesias.
Su memoria se honra anualmente en el cementerio de Bilbao, sito en la población de Derio; en el monumento levantado en su honor siguiendo las indicaciones del propio Meabe sobre su sepultura. Asimismo, la ciudad de Bilbao le dedicó una pequeña plaza situada en el casco viejo de la villa, entre la plaza de Unamuno y las calles Prim e Iturribide. Una pequeña calle peatonal de Miranda de Ebro lleva el nombre de Tomás Meave (sic).

## Crisis de fe
Tomás Meabe era un hombre profundamente religioso. Desde muy joven subía a las montañas buscando un lugar donde meditar, rezar y comunicarse con Dios. A cada respuesta en sus creencias, le asaltaban nuevas dudas. La lectura de obras religiosas de Tomás de Kempis y de autores católicos no terminaban de satisfacerle. A los diecisiete años llega a la conclusión de que «cree en un Dios que hace perdurar las injusticias». En sus artículos Una conversión y Meditaciones de un gusano, manifiesta su sed de verdad que no encuentra en un Dios al que califica de «malo» y al que su alma no puede aspirar. La fe camina ahora, según sus propias palabras, «al sol del socialismo, nuevo sol de mi vida».
Este ateísmo militante le llevará a un grave conflicto familiar que no logrará superar en el resto de su vida, y a enfrentamientos permanentes en los diarios vascos con los nacionalistas, muy vinculados a la Iglesia católica. Sin embargo, su postura se manifestará más como anticlericalismo y como condena del Dios del Antiguo Testamento. La figura de Jesús de Nazaret tendrá siempre gran fuerza en su pensamiento.

## El escritor
Calificado como prosista lírico, Tomás Meabe fue el primer dirigente socialista español al que se le reconoció la capacidad de escribir poesía, cuento y artículos plasmando el sentido trascendente de su pensamiento y convirtiéndolo en literatura. Destacó como articulista en la prensa vasca y en sus propias reflexiones dejó dicho: «quisiera escribir con amor y la pluma se me torna látigo».

## Obras
- Obras completas. Bilbao, 1920.
- Parábolas, 1920.
- Fábulas del errabundo, 1935.